# Bromma Station
Bromma Station (Bromma stasjon) var en jernbanestation på Bergensbanen, der lå ved Bromma i Hallingdal i Nes kommune i Norge. 
Stationen åbnede som holdeplads 21. december 1907 som en del af strækningen mellem Geilo og Gulsvik. Den blev opgraderet til station 6. april 1911. Betjeningen med persontog ophørte 23. maj 1982. Stationsbygningen, der blev opført efter tegninger af Paul Armin Due i 1908, er solgt fra.
Den nu nedlagte station er den eneste bebyggelse i dalen nord for Hallingdalselven. Der er ingen bro mellem stationen og den sydlige side i Børtnes, så om sommeren måtte man sejle til og fra stationen og om vinteren færdes på isen.